# أمين طواهري
أمين طواهري (12 فبراير 1989 - ) هو لاعب كرة قدم جزائري في مركز الهجوم. شارك مع منتخب الجزائر تحت 23 سنة لكرة القدم. أما مع النوادي، فقد لعب مع اتحاد الحراش ووفاق سطيف.

## روابط خارجية
- أمين طواهري على موقع قاعدة بيانات كرة القدم.إي يو (الإنجليزية)
- أمين طواهري على موقع Soccerway.com (الإنجليزية)